# Suicidriskbedömning
Suicidriskbedömning eller suicidbedömning är en metod inom sjukvården med vilken man försöker avgöra risken att en individ begår självmord eller riskera försöka begå självmord.
Det finns en rad olika skattningsskalor och intervjuinstrument som visat sig vara olika tillförlitliga. Vissa av dessa verktyg har använts i flera decennier inom sjukvården, men trots det saknas stöd att något enskilt instrument kan förutsäga suicid med tillräcklig noggrannhet. Dock kan de ha pedagogisk funktion för mer oerfaren vårdpersonal.
Verktygen SAD PERSONS har visat låg sensitivitet, och lyckas sällan identifiera dem som senare genomför ett suicidförsök. Verktygen SUAS, C-SSRS, och MADRS har inte undersökts noggrant nog för att avgöra ifall de är tillförlitliga i suicidpreventionssyfte.